# Provinciale weg 580
De provinciale weg 580 (N580) is een voormalige provinciale weg in de Nederlandse provincie Limburg. De weg vormt een verbinding tussen de N274 ter hoogte van Schinveld en Doenrade, waar de weg een aansluiting heeft op de N276 richting Sittard en Brunssum.
De weg is uitgevoerd als tweestrooks-gebiedsontsluitingsweg met buiten de bebouwde kom een maximumsnelheid van 80 km/h. De weg ligt geheel in de gemeente Beekdaelen en draagt twee namen: Kneijkuilerweg (op het voormalige grondgebied van de opgeheven gemeente Onderbanken) en Steenakkerweg (op het voormalige grondgebied van de opgeheven gemeente Schinnen).
In 2008 werd het beheer en onderhoud van deze weg van de provincie Limburg overgedragen aan de gemeenten. Hiermee is het wegnummer officieel vervallen, hoewel het op sommige bewegwijzeringsborden en wegenkaarten nog wordt aangegeven.
N62 · N69 · N251 · N252 · N253 · N254 · N255 · N256/A256 · N257 · N258 · N260 · N261 · N262 · N263 · N264 · N266 · N267 · N268 · N269 · N270/A270 · N271 · N272 · N273 · N274 · N275 · N276 · N277 · N278 · N279 · N280 · N281 · N282 · N283 · N284 · N285 · N286 · N287 · N288 · N289 · N290 · N291 · N292 · N293 · N294 · N295 · N296 · N296n · N297 · N298 · N300 · N321 · N322 · N324 · N329 · N389 · N394 · N395 · N396 · N397

N556 · N562 · N564 · N570 · N572 · N590 · N595 · N598 · N601 · N602 · N605 · N607 · N612 · N613 · N615 · N616 · N617 · N618 · N620 · N622 · N625 · N629 · N631 · N632 · N637 · N638 · N639 · N640 · N641 · N651 · N652 · N653 · N654 · N655 · N656 · N658 · N659 · N660 · N661 · N662 · N663 · N664 · N665 · N666 · N667 · N668 · N669 · N670 · N671 · N673 · N674 · N675 · N676 · N682 · N683 · N686 · N689 · N690 · N831 · N843

Voormalige provinciale wegen: N299 · N551 · N552 · N553 · N554 · N555 · N560 · N561 · N563 · N565 · N566 · N567 · N568 · N571 · N574 · N580 · N581 · N582 · N583 · N584 · N585 · N586 · N587 · N588 · N589 · N591 · N592 · N593 · N594 · N596 · N597 · N603 · N604 · N606 · N608 · N610 · N611 · N614 · N619 · N621 · N623 · N624 · N626 · N628 · N630 · N634 · N642 · N657